# Centro jardín botánico de Mérida
El Centro Jardín Botánico de Mérida tiene entre sus instalaciones el jardín botánico fundado en 1991 por la Universidad de Los Andes para la preservación e investigación flora y fauna regional, ubicado en la ciudad de Mérida en Venezuela. El jardín ocupa un área de 44 hectáreas , divididas en zonas dependiendo del tipo de flora existente en el lugar. Es miembro del BGCI, su código de reconocimiento internacional como institución botánica, así como las siglas de su herbario es MERC.
El jardín botánico se ubica en el extremo norte de la ciudad de Mérida, colindando con un bosque natural dentro de las riberas del río Albarregas y vecino del Parque Zoológico Chorros de Milla.
Por su ubicación geográfica a 1850 m s. n. m. en los Andes venezolanos, el jardín botánico de Mérida tiene una temperatura anual entre 12-20 °C y una humedad relativa mensual entre 74-81%. El jardín botánico ofrece visitas guiadas, jardines temáticos y escalada de árboles, entre otra docena de actividades.

## Historia
En 1991 la Facultad de Ciencias de la Universidad de Los Andes creó el Centro Jardín Botánico con el objeto de dotar a la ciudad y a la universidad de un sitio para el estudio y divulgación de la biodiversidad. La universidad dotó para el proyecto un terreno de 44 hectáreas dentro de las zonas aledañas a la mencionada facultad en el extremo norte de la ciudad para el desarrollo del mismo. 
El 8 de diciembre de 2002 el jardín botánico es abierto al público en general manteniéndose abierto durante todo el año.

## Características físicas
El Centro jardín botánico de Mérida está ubicado en el costado sudeste de la región montañosa de la Sierra Nevada venezolana, en una región accidentada que varía entre áreas con pendientes pronunciadas, zonas de formaciones de relieves con poca pendiente y una gran meseta de unas tres hectáreas aproximadamente.
La altitud del jardín botánico oscila alrededor de los 1800 metros sobre el nivel del mar y un promedio anual de lluvias de 1400 mm. El tipo de suelo es de color gris, de carácter ácido, con bajos contenidos de materia orgánica pero altos en aluminio intercambiable, influenciados por aportes aluviales de la quebrada que atraviesa el parque y las deposiciones de origen coluvial que provienen de las partes más altas del páramo. La capa de superficie está cubierta por una secuencia de areniscas cuarzosas, gruesas, con intercalaciones de limolitas y areniscas de color rojizo.
Las delineaciones del suelo se definen con cinco unidades cartográficas de las cuales las unidades Gea (48,8%) y Ga (34.5%) ocupan el 78.3% del área del jardín botánico.

### Ubicación
El jardín botánico se ubica en el extremo norte de La Hechicera. El acceso al jardín botánico se logra por la Av Alberto Carnevali. Limita por el noreste con un terreno privado y la vía que va hacia el Parque Zoológico Chorros de Milla; por el sur, la Avenida Alberto Carnevali y el río Albarregas; por el este, La Facultad de Ciencias Forestales de la ULA, El Barrio La Milagrosa y la zona urbana de Los Chorros de Milla; por el Oeste, con el Estadio Universitario y el complejo Universitario "La Hechicera" de la Universidad de Los Andes.

## Colecciones
Este jardín botánico alberga unas 12.000 Accesiones de plantas vivas en cultivo.

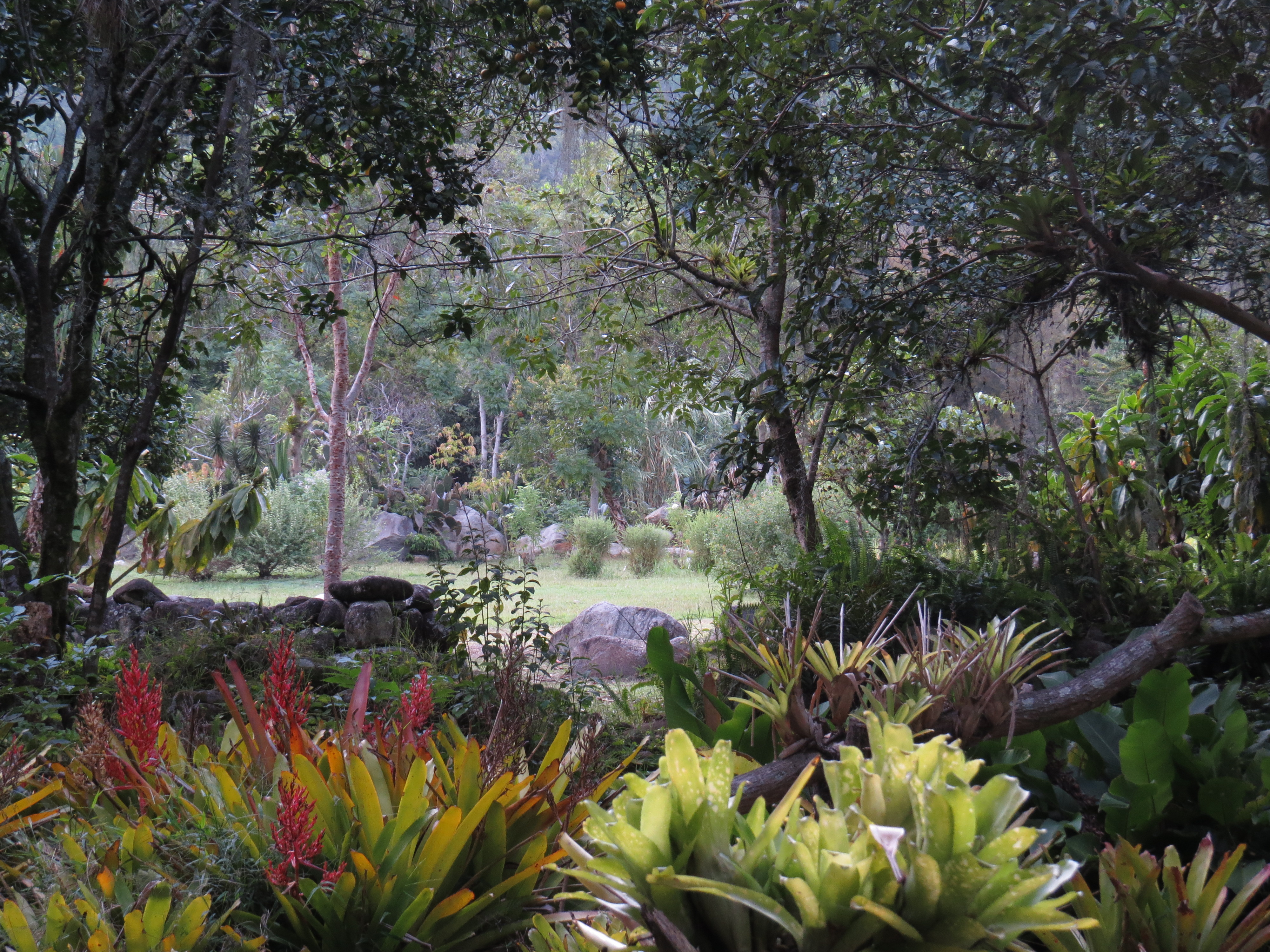
Colores de la Vegetación del Jardín Botánico de Mérida

Entre sus colecciones especiales destacan :
- Charcas con una serie de plantas acuáticas y de humedales
- Bosque de niebla, con representantes del biotópo de Flora de los neotrópicos de zonas elevadas donde se originan los bosques de nieblas.
- Colección de plantas medicinales, con las especies de plantas que han utilizado durante cientos de años los nativos de la zona.
- Zingiberetum, con una colección de especies de plantas pertenecientes a la familia Zingiberaceae,
- Orquideario, con orquídeas de varias procedencias;
- Jardín de las lianas que nos permite asomarnos al dosel inalcanzable de los altos árboles de las selvas;
- Palmeral, con una colección de palmas de diferentes procedencias
- El jardín geométrico, donde se puede observar la diversidad vegetal ordenada según criterios científicos;

### Bromelario
| Especie (binomial)  | Nombre vulgar  | Imagen |
| Aechmea aquilega    | Bromelia       |        |
| Aechmea spectabilis | Bromelia       |        |
| Bromelia pinguin    | Chigüichigugüe |        |
| Billbergia rosea    | Flor de Junio  |        |
| Ananas comosus      | Piña           |        |

Orden: Poales
Familia: Bromeliaceae
El Bromeliario está compuesta por una colección científica de bromeliáceas con cerca de 20 géneros, unas 120 especies y más de 500 individuos siendo la más importante a nivel nacional y una de las más completas colecciones de bromelias de Suramérica.
El bromeliario del jardín botánico de Mérida se estableció inicialmente en el año 2000 mediante un programa educativo dictado al Instituto Nacional de Cooperación Educativa (INCE). Una segunda etapa fue elaborada en el ano 2001 con la participación de un grupo de trabajadores de los Centros de Información Turística de la Corporación Merideña de Turismo (CORMETUR), por medio de un programa de capacitación en jardinería y horticultura. Estas actividades permitieron consolidar el bromeliario, donde el género Tillandsia resulta ser el más numeroso de toda la familia, adicionado más de 14 nuevos registros desde el año 1998, que corresponden a más del 25% de las especies existentes en Venezuela.

### Jardín xerófito
El jardín xerófito es un espacio con fines didácticos y de investigación cuenta con especímenes de las diversas regiones áridas de Venezuela.
| Especie (binomial) | Nombre vulgar  | Imagen |
| Plumeria rubra     | Amapola blanca |        |
| Agave americana    | Maguey         |        |
| Opuntia elatior    | Tuna brava     |        |
| Agave cocui        | Cocuiza        |        |

### Jardín de plantas útiles
| Especie (binomial) | Nombre vulgar | Imagen |
| Ocimum basilicum   | Albahaca      |        |
| Melia azedarach    | Alelí         |        |
| Origanum vulgare   | Orégano       |        |

El jardín de plantas útiles contiene especies utilizadas por humanos para diferentes objetivos y que incluye un campo frutal, plantas ornamentales, medicinales, hierbas aromáticas, comestibles o mágicas, por ejemplo se encuentra el ginseng de China.

### Jardín Caducifolio
| Especie (binomial)    | Nombre vulgar | Imagen |
| Tabebuia rosea        | Apamate       |        |
| Swietenia macrophylla | Caobo         |        |
| Ceiba pentandra       | Ceiba         |        |
| Cedrela odorata       | Cedro         |        |
| Pithecellobium saman  | Samán         |        |

El bosque caducifolio del jardín botánico se ubica en zonas límites entre el arbustal espinoso y la selva semicaducifolia de montaña, a una altitud entre 600 a 1500 m s. n. m., con una temperatura promedio anual entre 18 y 23 °C. El bosque presenta condiciones hídricas muy variables de un año a otro, con precipitación anual que coincide con la del resto del jardín. Presenta una elevación de aproximadamente 20 m, dominada por árboles caducifolios como el «Indio Desnudo», lianas y epífitas abundantes y el Araguaney, árbol nacional de Venezuela.

## Actividades
- Realiza programas de conservación de especies en peligro.
- Realiza un programa de estudio y catalogación de plantas de interés medicinal.
- Programa de conservación "Ex Situ".
- Programa de reintroducción en su hábitat natural de especies amenazadas.
- Estudios de Biotecnología
- Conservación - Biología
- Conservación - Genética
- Ecología
- Conservación de Ecosistemas
- Educación
- Exploración
- Florística
- Horticultura
- Estudio de la polinización de las plantas
- Restauración Ecológica
- Sistemática y Taxonomía
- Sostenibilidad
- Restauración de terrenos.
- Medioambiente urbano.

### Parque en Venezuela y jardines botánicos
- Parque Los Caobos
- Parque El Calvario
- Parque Zoológico Caricuao
- Parque Zoológico El Pinar
- Parque Generalísimo Francisco de Miranda Parque del Este
- Parque de Recreación Alí Primera Parque del Oeste
- Jardín Botánico de la Unellez
- Jardín botánico de la Universidad Central de Venezuela

### Jardines botánicos mundiales
- Jardín botánico
- Historia de los jardines botánicos
- Jardín Botánico y Zoológico de Asunción
- Jardín Botánico de Belice
- Jardín Botánico y Cultural de Caguas
- Jardín Botánico de Nasáu
- Jardín Botánico de San Vicente
- Jardín Botánico de San Juan
- Jardín Botánico Nacional de Santo Domingo